# St. Peter und Paul (Aufkirch)

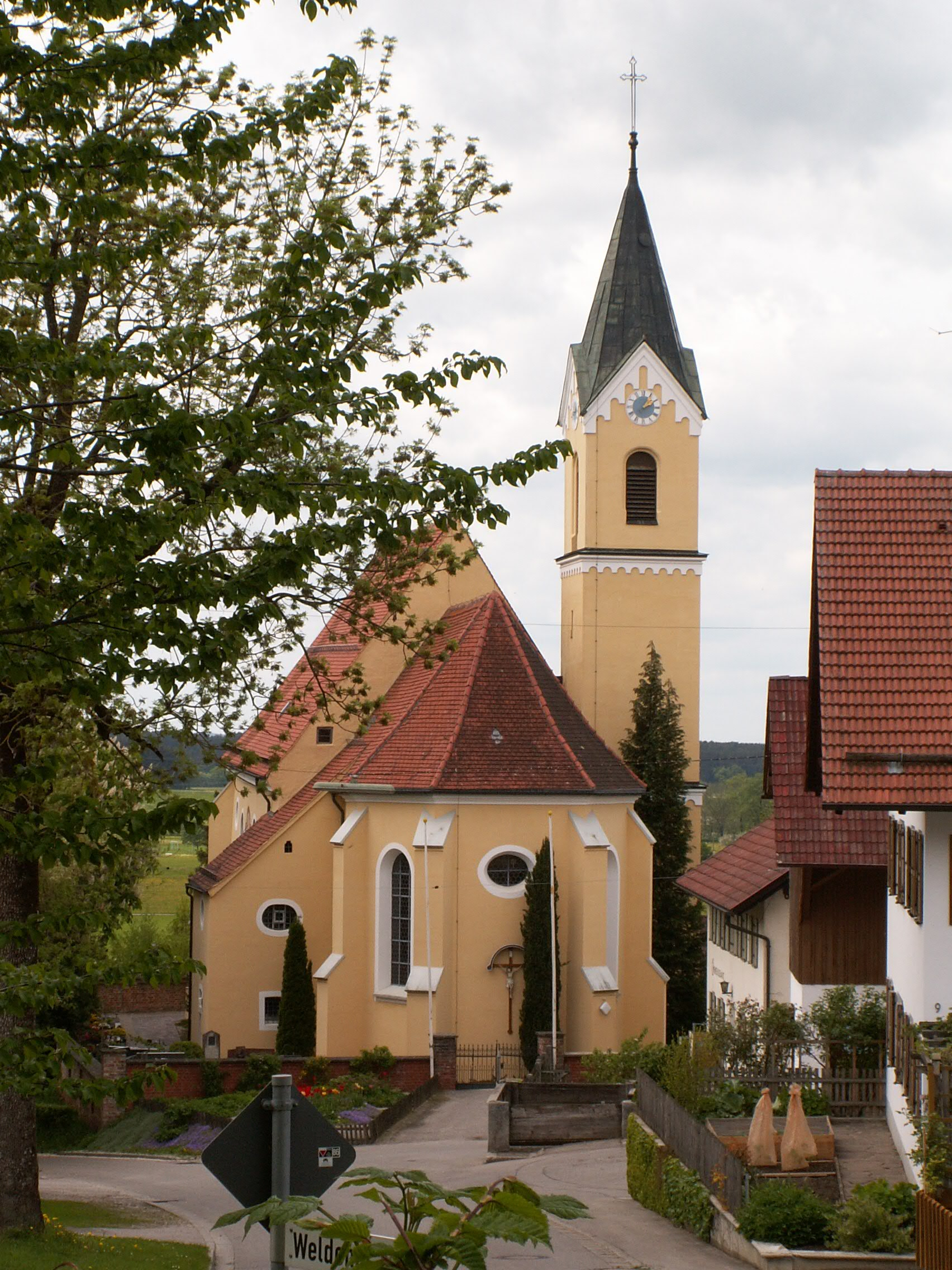
St. Peter und Paul in Aufkirch

Die römisch-katholische Pfarrkirche St. Peter und Paul steht in Aufkirch, einem Gemeindeteil des Marktes Kaltental im schwäbischen Landkreis Ostallgäu von Bayern. Das Bauwerk ist in der Liste der Baudenkmäler in Kaltental als Baudenkmal unter der Nr. D-7-77-141-9 eingetragen.

## Beschreibung
Die Saalkirche wurde bis 1626 nach dem Abbruch des Vorgängerbaus nach einem Entwurf von Hans Alberthal errichtet. Sie besteht aus einem Langhaus, das 1742 erneuert wurde, einem eingezogenen, dreiseitig geschlossenen, von Strebepfeilern gestützten Chor im Osten, einem 1742 erneuerten Chorflankenturm an der Nordwand und der Sakristei an der Südwand des Chors. Die oberen Geschosse des Chorflankenturms, die den Glockenstuhl mit vier Kirchenglocken und die Turmuhr mit den Zifferblättern im Giebel beherbergen, wurden 1843 erneuert. Darauf sitzt ein achtseitiger, spitzer Helm. 
Der Innenraum des Langhauses ist mit einer Flachdecke überspannt, der des Chors wurde 1905/06 mit einer Deckenmalerei versehen, auf der die Anbetung der Könige nach einem Original von Giovanni Battista Tiepolo, das sich in der Alten Pinakothek befindet, dargestellt ist. Die Orgel wurde 1893 von Balthasar Pröbstl gebaut.